# Чемпионат Африки по хоккею на траве среди мужчин 1974
Чемпионат Африки по хоккею на траве среди мужчин 1974 — 1-й розыгрыш чемпионата по хоккею на траве среди мужских команд. Турнир прошёл в октябре (даты?) 1974 года в городе Каир (Египет). В турнире приняло участие 5 сборных.
Чемпионами в 1-й раз в своей истории стала сборная Ганы. Второе место заняла сборная Кении. Бронзовым призёром стала сборная Уганды.
Автоматическую квалификацию на чемпионат мира 1975 получила сборная Ганы как победитель чемпионата.

## Результаты игр
данных о результатах игр не найдено — кроме двух матчей
| 28 октября 1974 | \| Гана \| 5 - 0 \| Уганда \| | .      |
| Гана            | 5 - 0                         | Уганда |

| 28 октября 1974 | \| Кения \| 2 - 2 \| Египет \| | .      |
| Кения           | 2 - 2                          | Египет |

## Итоговая таблица
| Место | Сборная |
| ----- | ------- |
| 1     | Гана    |
| 2     | Кения   |
| 3     | Уганда  |
| 4     | Нигерия |
| 5     | Египет  |